# Luuc van Opzeeland
Luuc Adrianus van Opzeeland (Hoofddorp, 21 de mayo de 1999) es un deportista neerlandés que compite en vela en la clase iQFoil.
Participó en los Juegos Olímpicos de París 2024, obteniendo una medalla de bronce en la clase iQFoil.
Ganó cuatro medallas en el Campeonato Mundial de IQFoil entre los años 2021 y 2024, y dos medallas de bronce en el Campeonato Europeo de IQFoil, en los años 2021 y 2022.

## Palmarés internacional
| \| Juegos Olímpicos \| Juegos Olímpicos \| Juegos Olímpicos \| Juegos Olímpicos \| \| Año \| Lugar \| Medalla \| Clase \| \| ------------------ \| ---------------------- \| ----------------- \| ---------------- \| \| 2024 \| París (Francia) \| Medalla de bronce \| iQFoil \| \| Campeonato Mundial \| \| \| \| \| Año \| Lugar \| Medalla \| Clase \| \| 2021 \| Silvaplana (Suiza) \| Medalla de bronce \| iQFoil \| \| 2022 \| Brest (Francia) \| Medalla de plata \| iQFoil \| \| 2023 \| La Haya (Países Bajos) \| Medalla de oro \| iQFoil \| \| 2024 \| Lanzarote (España) \| Medalla de bronce \| iQFoil \| \| Campeonato Europeo \| \| \| \| \| Año \| Lugar \| Medalla \| Clase \| \| 2021 \| Marsella (Francia) \| Medalla de bronce \| iQFoil \| \| 2022 \| Torbole (Italia) \| Medalla de bronce \| iQFoil \| |                        |                   |        |
| Juegos Olímpicos |                        |                   |        |
| Año | Lugar                  | Medalla           | Clase  |
| 2024 | París (Francia)        | Medalla de bronce | iQFoil |
| Campeonato Mundial |                        |                   |        |
| Año | Lugar                  | Medalla           | Clase  |
| 2021 | Silvaplana (Suiza)     | Medalla de bronce | iQFoil |
| 2022 | Brest (Francia)        | Medalla de plata  | iQFoil |
| 2023 | La Haya (Países Bajos) | Medalla de oro    | iQFoil |
| 2024 | Lanzarote (España)     | Medalla de bronce | iQFoil |
| Campeonato Europeo |                        |                   |        |
| Año | Lugar                  | Medalla           | Clase  |
| 2021 | Marsella (Francia)     | Medalla de bronce | iQFoil |
| 2022 | Torbole (Italia)       | Medalla de bronce | iQFoil |